# Jan Sokołowski (zm. 1546)
Jan Sokołowski z Wrzący herbu Pomian (ur. ?, zm. 1546) – kasztelan elbląski od 1540 roku, a od 1544 chełmiński, następnie wojewoda pomorski i starosta grudziądzki. Według "Herbarza Polskiego" Kaspra Niesieckiego pojął z Gdańska rodem bogatą Pannę von Kempen. Brat stryjeczny Jarosława Jana Sokołowskiego.